# Шиханов, Павел Иванович
Па́вел Ива́нович Шиха́нов (21 декабря 1888 — 30 сентября 1938) — советский политический и революционный деятель, основоположник революционного движения в Нижней Туре.

## Биография
Родился 21 декабря 1888 г. в поселке Нижне-Туринский завод Верхотурского уезда Пермской губернии. 

Работал забойщиком Исовских золото-платиновых приисков. В связи с нахождением в 3 верстах от поселка Нижнетуринского Николаевского исправительного арестантского отделения, где отбывали наказание многие участники революционных событий 1905 г., попал под влияние революционных идей.
Возглавил Нижнетуринский совет в 1917 году, был с июля по декабрь 1917 года руководителем Нижнетуринской волостной организации РСДРП(б). В 1918 году работает председателем Гороблагодатского окружного Совета (до февраля 1918 года), затем был членом Верхотурского уездного Совета и комиссаром труда Верхотурского уезда, одно время состоял председателем Верхотурской уездной ЧК (Пермская губерния).
С конца 1918 по 1919 годов работает в Ижевской уездной ЧК, был заведующим Агитационным отделом Ижевского уездного комитета РКП(б), и редактором газеты «Ижевская правда».
Начиная с марта 1919 года Павел Иванович Шиханов на советской работе в качестве председателя Котельнического уездного исполкома (до июля 1919 года), затем с июля 1919 по март 1920 годов он работает председателем Вятского уездного исполкома и руководителем Вятского губкома РКП(б).
Начиная с 1921 года Павел Иванович Шиханов работает на посту председателей - Иркутского губисполкома (1921-1923 годы), Енисейского губисполкома (в 1923-1925 годах, до упразднения Енисейской губернии), затем снова Иркутского губисполкома (1925-1926 годы). В 1926-1927 годах он работает в Новосибирске на посту заместителя председателя Сибкрайисполкома.
В 1927-1930 годах Павел Иванович Шиханов работает в органах Рабоче-крестьянской инспекции в Москве. В 1930-1932 годах заведующий Самарским городским организационным отделом, затем в 1932-1933 годах работает контролёром мясосовхоза имени В.И. Чапаева (Средне-Волжский край).
Начиная с 1933 года Павел Иванович Шиханов работает директором мясосовхоза «Прогресс» (Средне-Волжский — Куйбышевский край — область). Будучи на этой должности он был 5 октября 1937 года арестован по обвинению в совершении преступления, предусмотренного ст. 58-10 УК РСФСР, погиб при невыясненных обстоятельствах в ИТЛ №7 30 сентября 1938 года. Реабилитирован в мае 1958 года Куйбышевским облсудом.

## Семья
Жена — Анна Алексеевна (умерла в 1967 году). Дети - Екатерина (1908—2004), жена советского дипломата Михаила Грибанова; Нина (родилась в 1916 г.), жила в Москве; Василий погиб в годы Великой Отечественной войны.

## Память о Павле Шиханове
В 1967 г. в Нижней Туре на ул. Чапаева установлен памятник П. И. Шиханову работы свердловского скульптора В.Е. Егорова. В 1990-х гг. памятник демонтирован в связи со строительством на его месте церкви. Oбещания муниципалитета восстановить памятник в районе железнодорожной станции «Нижняя Тура» не были выполнены. В 2021 г памятник был найден под землей в области ул.Заводской, отреставрирован и установлен на ул.Шихановскую
В 1967 г. улица Нижняя в Нижней Туре, на которой стоял дом П. И. Шиханова, переименована в Шихановскую. На улице установлена стела, на доме Шихановых — памятная таблица.
В 1925 г. именем Павла Шиханова был назван первый стадион в Иркутске (ныне стадион "Труд") в связи с его активной ролью в строительстве этого стадиона.